# Портнов, Михаил Васильевич
Михаил Васильевич Портнов (21 ноября 1925 — 5 июня 2021) — передовик советской электросвязи, главный инженер объекта Центральной имени 50-летия ВЛКСМ междугородной телефонной станции Министерства связи СССР, город Москва, Герой Социалистического Труда (1971).

## Биография
Родился 21 ноября 1925 года в городе Москве в русской семье. 
В январе 1943 года призван в Красную армию. Участник Великой Отечественной войны. Воевал стрелком в 29-м стрелковом полку. 22 сентября 1943 года был ранен, лечился в госпитале №1410 в городе Винница. Во время войны окончил Московское пехотное училище. В 1944 году комсорг 2-го стрелкового батальона 285-го стрелкового полка на 1-м Украинском фронте. 17 июля 1944 года был тяжело ранен в бою. После излечения служил инструктором 4-й части Тупичевского районного комиссариата Черниговской области. Награждён орденом Отечественной войны II степени.
После демобилизации, в 1946 году, вернулся в Москву. Поступил работать на Центральную междугороднюю телефонную станцию. Завершил обучение в средней школе, а затем окончил вечерний институт связи. С 1948 года член КПСС.
Позже был назначен главным инженером Междугородней телефонной станции №5. По итогам семилетнего плана в 1965 году награждён орденом «Знак Почёта». 
Указом Президиума Верховного Совета СССР от 4 мая 1971 года за выдающиеся успехи, достигнутые в выполнении заданий пятилетнего плана по развитию средств связи, телевидения и радиовещания Михаилу Васильевичу Портнову присвоено звание Героя Социалистического Труда с вручением ордена Ленина и золотой медали «Серп и Молот».
До выхода на заслуженный отдых трудился на телефонной станции. 
Проживает в городе Москве.
Принял участие в выпуске капитал-шоу «Поле чудес» от 8 мая 1998 года.

## Награды
За трудовые успехи удостоен:
- золотая звезда «Серп и Молот» (04.05.1971)
- орден Ленина (04.05.1971)
- два ордена Отечественной войны II степени (18.08.1944, 11.03.1985)
- Орден «Знак Почёта» (18.07.1966)
- Медаль «За боевые заслуги» (06.11.1947)
- другие медали.